# Kleiber (Beruf)

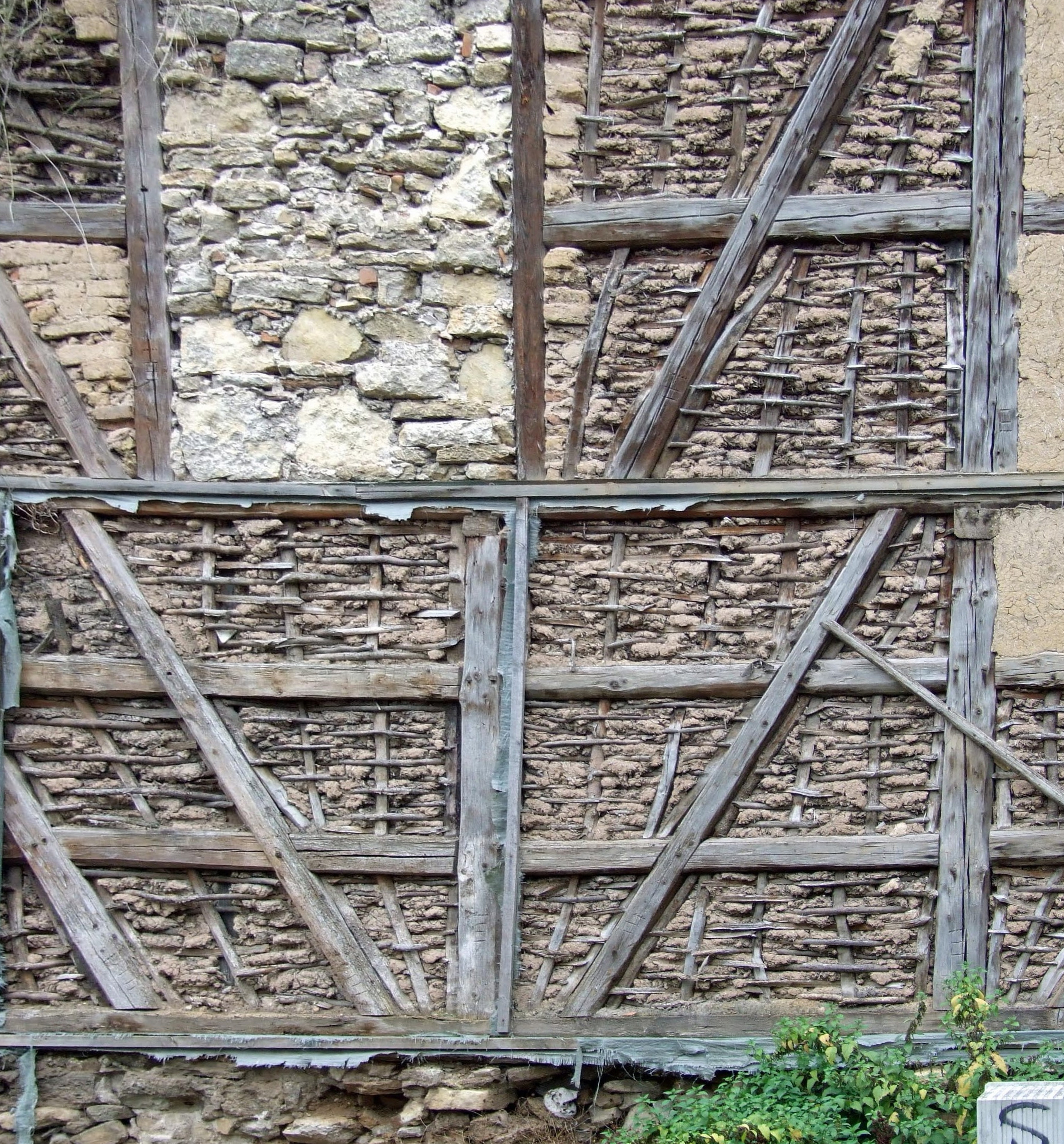
Fachwerk mit sichtbarem Flechtwerk, rückseitig mit Lehm bestrichen

Kleiber waren beim mittelalterlichen Hausbau für alles „Flick- und Kleibwerk“ zuständig. Sie versahen Fächer oder Felder eines Fachwerkhauses mit Flecht-, Stroh-, Rohr- oder dünnem Sparrenwerk, füllten diese mit Lehm, Mörtel und dergleichem aus und verputzten sie. Die sogenannten „Humpeler“, ungelernte Arbeiter, halfen ihnen dabei und besorgten auch die Materialanfuhr.